# Alda Greoli
Alda Greoli, née le 26 octobre 1962 à Spa, est une femme politique belge, membre du parti Les Engagés (avant 2022 Centre Démocrate Humaniste).

## Biographie
Originaire de Spa et mère de trois enfants, Alda Greoli est issue d’une famille d’entrepreneurs, actifs tant dans la restauration et l’hôtellerie, que dans le commerce de détail : glaces, fruits et légumes, , etc. Ses racines sont spadoises, liégeoises et italiennes.
Analyste-programmeur de formation, Alda Greoli multiplie les engagements tant au niveau politique local que dans ses initiatives en matière sociale. Citons en particulier, la création de projets tels que l’accueil extra-scolaire, des écoles de devoirs et des bibliothèques de rues. Passionnée de culture, cette férue de musique baroque et de photographie a notamment créé une radio libre et accompagné de près le festival de Théâtre de Spa durant des années.

## Carrière
De 1997 à 2001, elle est secrétaire nationale du PSC des relations aux secteurs non marchands.
En 2001, elle a été nommée directrice au département socio-éducatif de la Mutualité chrétienne, et en 2005, elle entre au service du cabinet de la ministre Laurette Onkelinx, où elle avait des compétences en matière de sécurité sociale, de travail, de pensions et de santé publique. De 2006 à 2014, elle est secrétaire nationale de la Mutualité Chrétienne. Elle est chef de Cabinet auprès du Ministre Maxime Prévot au sein du Gouvernement wallon de 2014 à 2016.
En avril 2016, elle est nommée  Vice-Présidente, Ministre de la Culture, de l'Enfance et de l'Éducation permanente au sein du Gouvernement de la Communauté française, succédant à Joëlle Milquet, démissionnaire. En juillet 2017, elle devient également Vice-Présidente et Ministre de la Santé, de l’Égalité des Chances, de l'Action Sociale, de la Fonction Publique et de la Simplification Administrative du Gouvernement wallon. Le 26 mai 2019, elle est élue députée régionale au Parlement wallon mais doit quitter ses fonctions de ministre wallonne le 13 septembre 2019 à la suite de la défaite électorale de son parti. En septembre 2022, elle démissionne de son mandat de parlementaire wallon pour devenir présidente du CPAS à Spa chargée de la culture, du Plan de Cohésion sociale, de l'emploi, de la politique des aînés ou des personnes en situation de handicap.
Le 1er mars 2018, elle héberge et dirige la séance de signature du label « Ma commune dit oui » pour encourager les communes à des actions de planification linguistique du wallon et des autres langues régionales endogènes de la communauté Wallonie-Bruxelles.
Aux élections européennes de 2024, Alda Greoli occupe la deuxième place sur la liste du parti Les Engagés.